# Hårslev
|  | Denne artikel omhandler byen Hårslev i Nordfyns Kommune; Hårslev er også en bebyggelse i Hårslev Sogn (Næstved Kommune) |
Hårslev er en landsby på Fyn med 348 indbyggere  (2024). Hårslev er beliggende 11 kilometer vest for Søndersø og 26 kilometer nordvest for Odense. Landsbyen tilhører Nordfyns Kommune og er beliggende i Region Syddanmark.
Den hører til Hårslev Sogn. Hårslev Kirke ligger i landsbyen.

## Landsbyens historie
Hårslev var under landsbyfællesskabet en forholdsvis stor landsby med 19 gårde, 2 huse med jord og 16 huse uden jord. Det dyrkede land udgjorde 849,6 tdr. land, skyldsat til 128,39 tdr. hartkorn . Hårslev blev udskiftet i 1789 .
I første halvdel af det 20. århundrede udviklede Hårslev sig til en typisk vejby med et beskedent, men bredt udbud af tjenester for de omkringboende. Ved århundredeskiftet havde Hårslev kirke, præstegård, skole, fattiggård, forsamlingshus (opført 1894), kro, teglværk samt telefonstation . Omkring 1950 havde Hårslev kirke, præstegård, skole, forskole, forsamlingshus, missionshus, kro, andelskølehus, vandværk, savværk, møbelfabrik og posthus. At Hårslev ikke udviklede sig videre skal måske ses i lyset af, at den gennem sognet anlagte jernbane fik station i Nymark og Gamby, og især sidstnævnte trak udviklingen til sig .
I dag er Hårslev bla. kendt for Haarslev Industries og Hjortebjerg A/S, der er et af Fyns største væksthusgartnerier